# Birgitta Sevefjord
Birgitta Sevefjord, född 1945, är en svensk landstingspolitiker. Hon blev ledare för vänsterpartiet i Stockholms läns landsting år 2000 och landstingsråd 2002. Åren 2002–2006 var hon ansvarigt landstingsråd för psykiatri, beroendevård, barnsjukvård och förlossningsvård men 2006 blev hon oppositionslandstingsråd. 
Sevefjord gjorde 2002 ett bemärkt uttalande om de avgående moderata landstingsråden Ralph Lédels och Elwe Nilssons hantering av landstingets ekonomi "De borde skaka galler för det de gjort".
Åren 1971–1972 var Birgitta Sevefjord ordförande för Svensk-koreanska föreningen.